# 家庭経済学
家庭経済学（かていけいざいがく）とは、家庭がおもに貨幣を通じて社会と結びつきながら生活の内容を調整していく側面を問題と捉え、日本においては家政学の一分野として研究され発展してきた学問である。また同時に、経済学からのアプローチでは、家庭という範囲に着目したミクロ経済学と捉え、アプローチの多様化から学際分野化した。家政経済学（かせいけいざいがく）、生活経済学（せいかつけいざいがく）ともいう。

## 概要

### 家庭経済学の対象
家庭経済学の対象は家庭生活を運営及び組織する際の、または経営する際の諸問題のうち、とくに経済的な問題を明らかにすることである。

### 家庭経済学の範囲
家庭経済学は家庭における経済問題全般を取り扱うが、おおまかに取り扱う範囲は以下に挙げるとおりである。
- 家庭経済を取り巻く環境論
- 家計の収入と支出
- 家計の貯蓄
- 家計調査
- 税金と社会保障
- 消費者問題
- 家庭経営の歴史および将来像（現在の課題も含む）

## 家庭経済の構造
一般にどの家庭（家政・家計）にも年間収入と年間支出がある。年間収入と年間支出の差を「家庭経済余剰」と呼ぶ。この家庭経済余剰が大きいほど年間の家庭における資産・貯蓄が増えたことになる。また、固定資産と金融資産を中心とした資産と貸付金、借入金を含めたものを「純資産」と呼ぶ。この際には低価格の家具・衣料品・日用雑貨品などの流動資産は、購入時期に消耗してしまったとみなす。よって普通は所有資産には入れない。
一期間の家庭経済の構造は次の式で表すことができる。
1. 家計実収入-家計実支出=家庭経済余剰
2. 家計純資産=固定資産+金融資産-負債
3. 当年の家計純資産=前年の家計純資産+当年家庭経済余剰

### 家庭収入
家庭収入の構造は次のように構成される
- 実収入
  - 経常収入
    - 勤め先収入
      - 世帯主収入
        - 定期収入
        - 臨時収入
        - 賞与

      - 妻の収入
      - 他の世帯員収入

    - 事業・内職収入
      - 事業収入
      - 内職収入

    - 他の経常収入
      - 財産収入
      - 社会保障給付
      - 仕送り金

  - 特別収入
    - 受贈金
    - その他
- 実収入以外の収入
  - 預金引き出し、保険取引、土地・家屋の借入金、他の収入、月賦、掛け売り、有価証券売却、財産売却、その他
- 繰入金

よって
家庭収入=実収入+実収入以外の収入+繰入金
が成り立つ。